# 홍콩 공회련합회

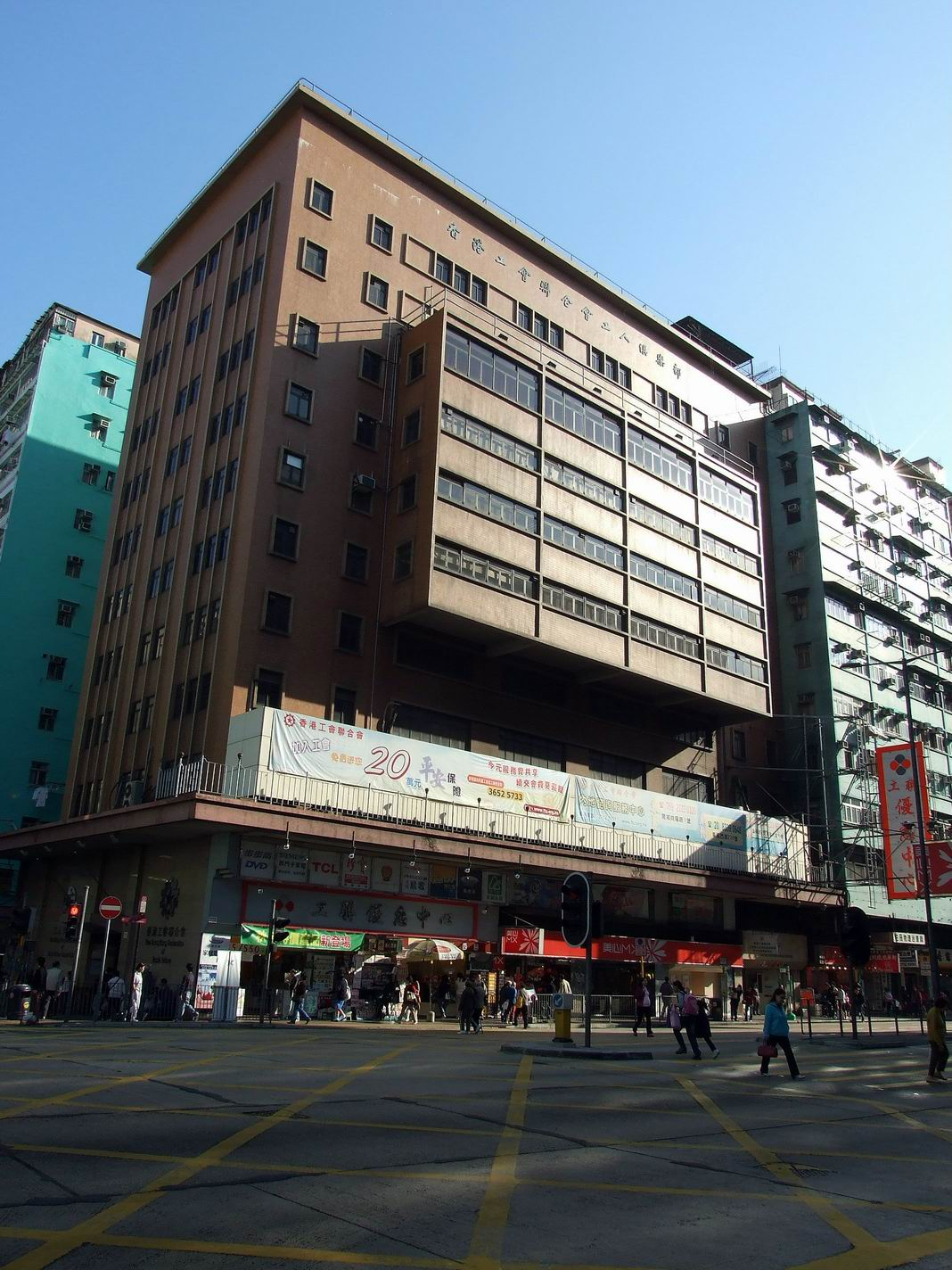

홍콩 공회연합회(香港工會聯合會)는 홍콩의 친중파 노총 겸 좌익 정당이다.

## 정당과 성향
1948년 중화대륙이 공산당에 의해 통일이 되자, 이에 자극을 받은 홍콩의 마오주의자들이 홍콩 내 노동조합, 민족주의 지식인, 반제애국(反帝愛國)적 소상인을 기반으로 창당한 정당이다. 당시 영국 조차지 상태에서 노골적인 공산주의 정당 창당은 불법으로 간주되었기에 이들은 자당(自黨)이 공산주의 정당이 아닌, 홍콩 노동조합의 느슨한 연대일 뿐이라는 의미로 순화하기 위하여 공회련합회(工會聯合會)라는 명칭을 사용하였다.
홍콩이 영국에서 중화인민공화국으로 반환될 때까지 홍콩의 노동운동에 적극적으로 관여하였으며, 중국공산당의 정치인과 주기적으로 교류하였다. 1967년 홍콩 반영(反英) 봉기를 주도하였으며 당시 직접적으로 봉기를 지도한 수많은 당원이 검거되었다. 공회련합회는 홍콩 식민지 정부 주도의 공식적 입법기관에 참여하는 것을 극단적으로 거부했으나, 1981년부터는 다른 홍콩 내 정당과 연합전선을 펼치기 위하여 입법기관에 참여하는 것을 부분적으로 수용하였으며, 1984년 중영공동선언이 성사되자 입법기관 참여를 공식화하였다. 1985년에는 최초로 참가하여 2석의 의석수를 확보하였다.
1997년 홍콩이 중화인민공화국에 반환되기 직전에 일어난 일련의 반중(反中) 민주화라는 슬로건에 대해서는 공식적으로 적극 반대했으며, 홍콩이 중화인민공화국에 완전히 귀속되어야 함을 주장하였다. 동시에 홍콩 분리주의 노선을 견지하는 ‘독립파’(獨立派)와 서구 민주주의화 노선을 견지하는 ‘민주파’(民主派)라는 두 파벌에 대하여 격렬히 비판하였다.
반환된 이후에는 중화인민공화국의 개혁·개방 노선을 견지하면서도, 홍콩의 사회 부조리 및 빈부격차 문제를 중화인민공화국 정부가 적극적으로 개입하여 해결해야 한다는 입장을 기본으로 하여 정치 활동을 하고 있다. 이들은 “하나의 국가 두 체제”(일국양제)라는 특수한 정치적 환경을 감안한다고 하더라도 중화인민공화국의 적극적 개입이 홍콩의 사회 진보에 필수적인 과제라고 여기는 것이다. 따라서 경제적 자유주의 노선을 걷는 온건적 친중 정당인 경제민생련맹 및 자유당과는 상당히 대립하며, 혼합 경제를 지향하는 친중파 사회보수주의 정당인 민주건항협진련맹에 대해서는 비판적이다. 이와 더불어 공회련합회는 홍콩 내에서 가장 친중적인 성격을 가진 정당으로 알려져 있다.
공회연합회는 홍콩 입법회의 내에서 재정에 관한 적극적 지출(적극 재정적 입장)에 관현된 법안을 주로 발의한다. 특히 홍콩 내 주택 및 기타 복지 문제를 중국 본토의 개입에 의해 급진적으로 처리해야 한다고 주장한다는 점에서는 좌익적 성격이 있으며, 홍콩 내 하위계층 노동자의 요구가 강하게 반영된 정책을 제안한다.(교육기관 인원수 확충, 노동조합 권리 증대, 사회보장제도 강화, 서민 주택 보급 및 집세 지원, 법인세 증가, 의료비 지원, 토지의 점진적 국유화, 학비 지원 등)
그러나 사회·문화적인 부분에서는 보수적인 경향성이 있다. 일례로, 공회련합회는 서구 미디어·예술 문화는 물론이고 성 소수자 운동과 같은 일련의 사회적 자유주의 운동이 서구 퇴폐주의에 지나지 않는다고 간주한다. 개혁·개방 노선 및 ‘하나의 중국’이라는 틀을 유지하기 위한 권위주의적 정치 모델을 선호한다는 점에서도 보수적이라고 할 수 있다.

## 같이 보기
- 홍콩의 정치